# Stomias atriventer
Stomias atriventer – gatunek głębinowej ryby z rodziny wężorowatych (Stomiidae). Osiąga do 25 cm długości. Spotykany na głębokościach 100–1500 m. Występuje we wschodnim Pacyfiku, od wybrzeży Kalifornii, przez wody Meksyku, po wybrzeża Chile.